# Яковлєв Андрій Валентинович
Андрій Валентинович Яковлєв (нар. 20 лютого 1989, Харків, УРСР) — український футболіст, півзахисник.

## Кар'єра гравця
Вихованець академії донецького «Шахтаря». Перший тренер — Анатолій Володимирович Зимонін. Кар'єру почав у фарм-клубі «Шахтаря». Провів 15 матчів, у яких забив 2 голи, у другій лізі за «Шахтар-3» і ФК «Полтава» та 12 матчів у першій лізі України за дніпродзержинську «Сталь». Також виступав за футбольні клуби Латвії та Узбекистану.
У березні 2012 року приєднався до словацького «Татрана», який у той час очолював український тренер Сергій Ковалець. Яковлєв покинув словацький клуб по закінченню сезону 2012/13, за результатами якого «Татран» вилетів до другого дивізіону.
У 2014 році підписав контракт з дебютантом вищої ліги чемпіонату Білорусі ФК «Слуцьк». Вдала гра українця за случчан привернула увагу селекціонерів чемпіонів Білорусі, і 7 серпня 2014 року Яковлєв перейшов до футбольного клубу БАТЕ з Борисова. 26 серпня 2014 року в матчі проти братиславського «Слована» Яковлєв дебютував у Лізі чемпіонів УЄФА, провівши в цілому чотири зустрічі в найпрестижнішому клубному турнірі Європи. Після закінчення терміну дії контракту з «жовто-синіми» український хавбек покинув розташування БАТЕ. Всього за 4 місяці, проведених у борисовському клубі, на рахунку Яковлєва 11 зіграних матчів у всіх офіційних турнірах і два голи в чемпіонаті Білорусі.
У січні 2015 року підписав контракт із російським клубом «Сокіл» (Саратов), перед яким стояло завдання збереження місця в другому дивізіоні чемпіонату Росії.
Улітку 2015 року був на перегляді в першоліговій чернігівській «Десні», але до підписання контракту справа не дійшла. У серпні того ж року перейшов у молдавський клуб «Заря» (Бєльці).
У червні 2016 року підписав піврічний контракт з казахстанським «Таразом», очолюваним тоді українським тренером Юрієм Максимовим. У грудні того ж року, після того, як «Тараз» вибув до першої казахської ліги, Яковлєв, як і більшість легіонерів, покинув команду.
30 липня 2017 року став гравцем клубу «Нікі Волос», що виступав у групі 4 третього дивізіону чемпіонату Греції.
11 січня 2018 року Андрій Яковлєв підписав контракт із клубом української першої ліги «Волинь» з Луцька, ставши одним із 20 новачків, покликаних врятувати команду від вильоту до другої ліги. Наприкінці того ж року Яковлєв покинув луцький клуб.
На початку 2019 року проходив перегляд у таджикістанському клубі «Істіклол».
22 січня 2019 року став гравцем вірменського «Арарату». За результатами сезону 2018/19 «Арарат» посів останнє, дев'яте місце у чемпіонаті Вірменіі, після чого Яковлєв покинув клуб.
У серпні 2019 року перейшов до стану ФК «Паланга», аутсайдера чемпіонату Литви. Провів у чемпіонаті 9 матчів, один з яких команда виграла, а 8 — програла. Ще два матчі зіграв проти «Банги» в прей-оф за право виступати в вищому дивізіоні (0:2, 2:2). «Паланга» за результатами сезону мала вибути до другого дивізіону, але за «маніпуляції з результатами змагань» була переведена до третього дивізіону.
4 березня 2020 року став гравцем молдовської «Сперанци» (Ніспорени). 21 травня 2021 року «Сперанцу», яка займала на той час передостаннє дев'яте місце в чемпіонаті, було виключено зі змагань, і Яковлєв отримав статус вільного агента.
9 серпня 2021 року підписав контракт з клубом «Крафт» (Нярпес), що виступає в групі C ліги Какконен — третього дивізіону чемпіонату Фінляндії.

## Стиль гри
Агресивний, наполегливий і технічний хавбек Андрій Яковлєв став, безумовно, втратою для слуцької команди. Його гостроти і нестандартних ходів явно не вистачало дебютанту елітного білоруського дивізіону.— «Sport.ua»

## Досягнення
- Вища ліга чемпіонату Узбекистану
  -  Бронзовий призер: 2010 (у складі «Насафу»)

- Білоруська футбольна вища ліга
  -  Чемпіон: 2014 (у складі «БАТЕ»)

- Кубок Молдови
  -  Володар: 2016 (у складі «Зарі»)